# Bertiera crinita
Bertiera crinita är en måreväxtart som först beskrevs av Achille Richard, och fick sitt nu gällande namn av Wittle och Aaron Paul Davis. Bertiera crinita ingår i släktet Bertiera och familjen måreväxter. Inga underarter finns listade i Catalogue of Life.